# 茹拉瓦
49°18′11″N 28°50′38″E / 49.30306°N 28.84389°E
茹拉瓦（烏克蘭語：Журава），是烏克蘭的村落，位於該國西南部文尼察州，由文尼察區負責管轄，處於維利尚卡河畔，始建於1608年，面積1.44平方公里，海拔高度262米，2001年人口342。

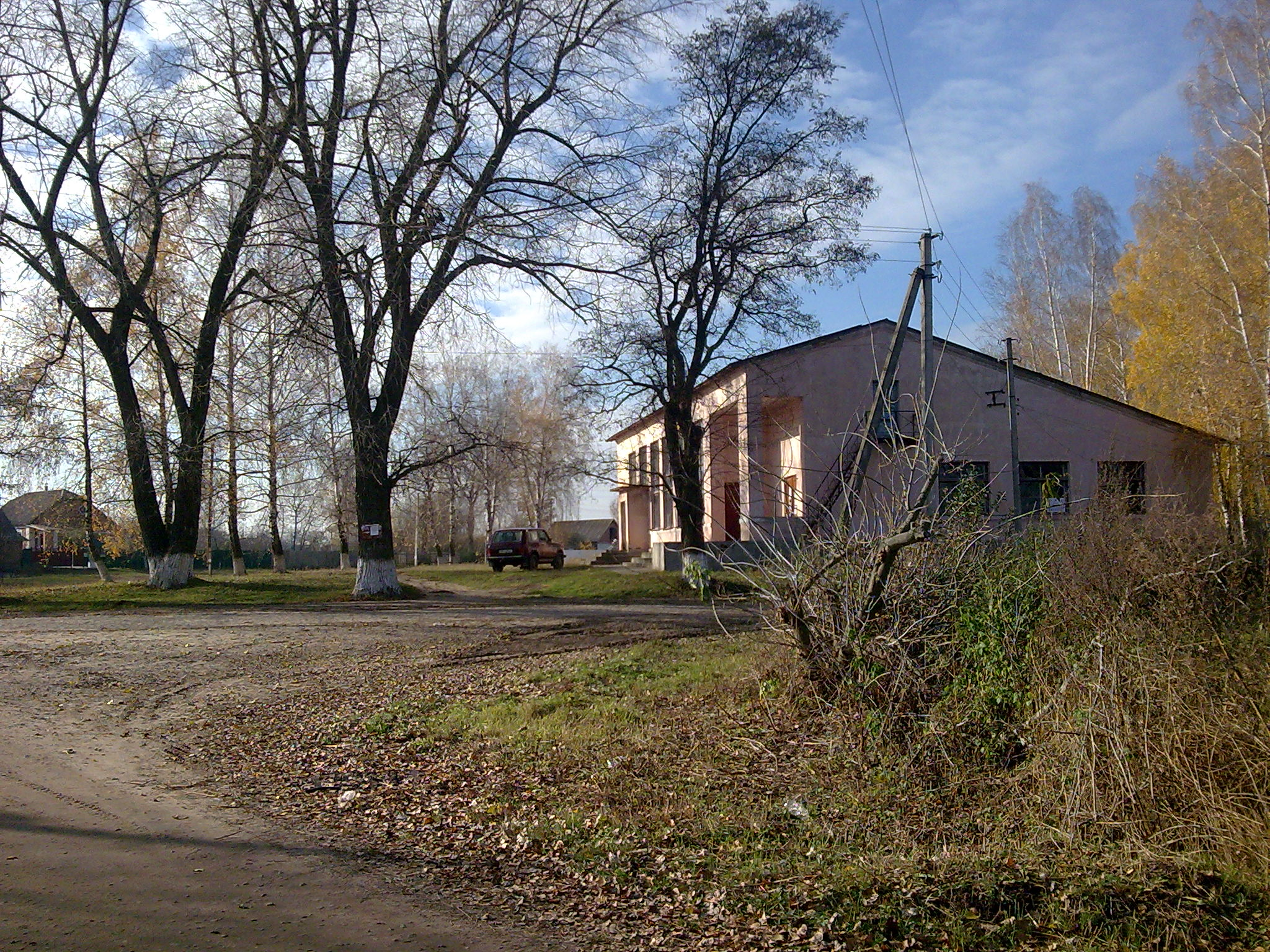
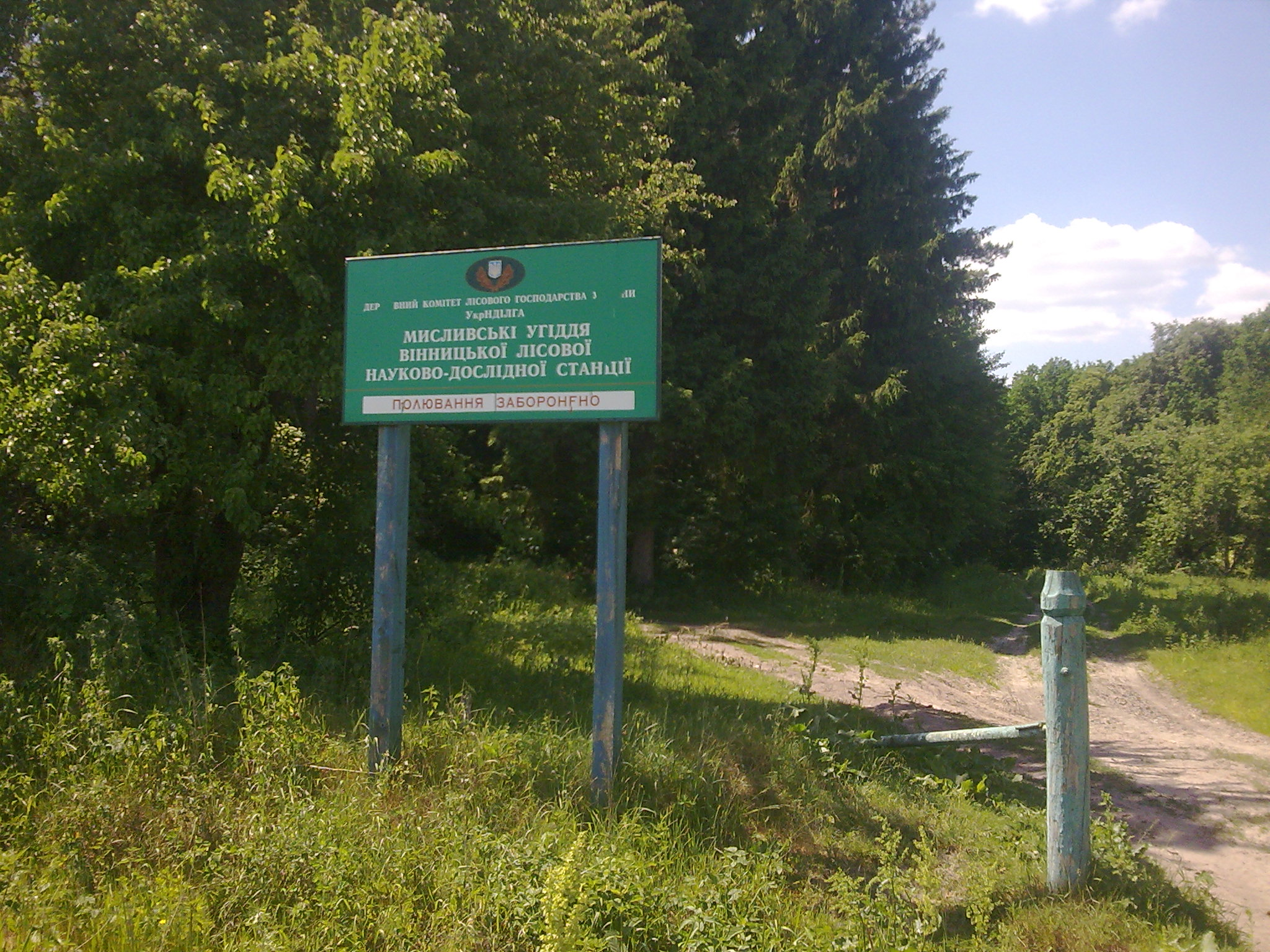
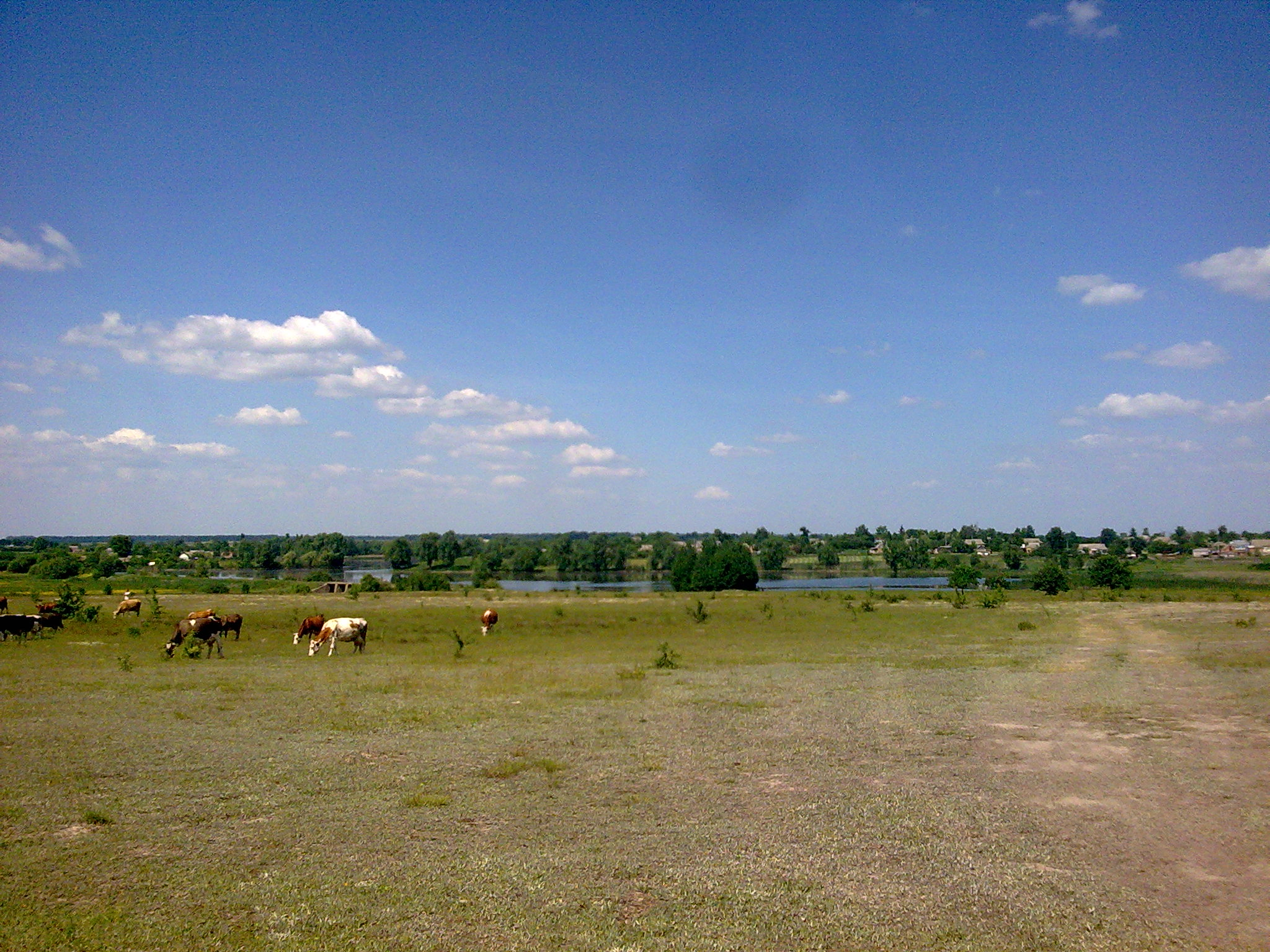
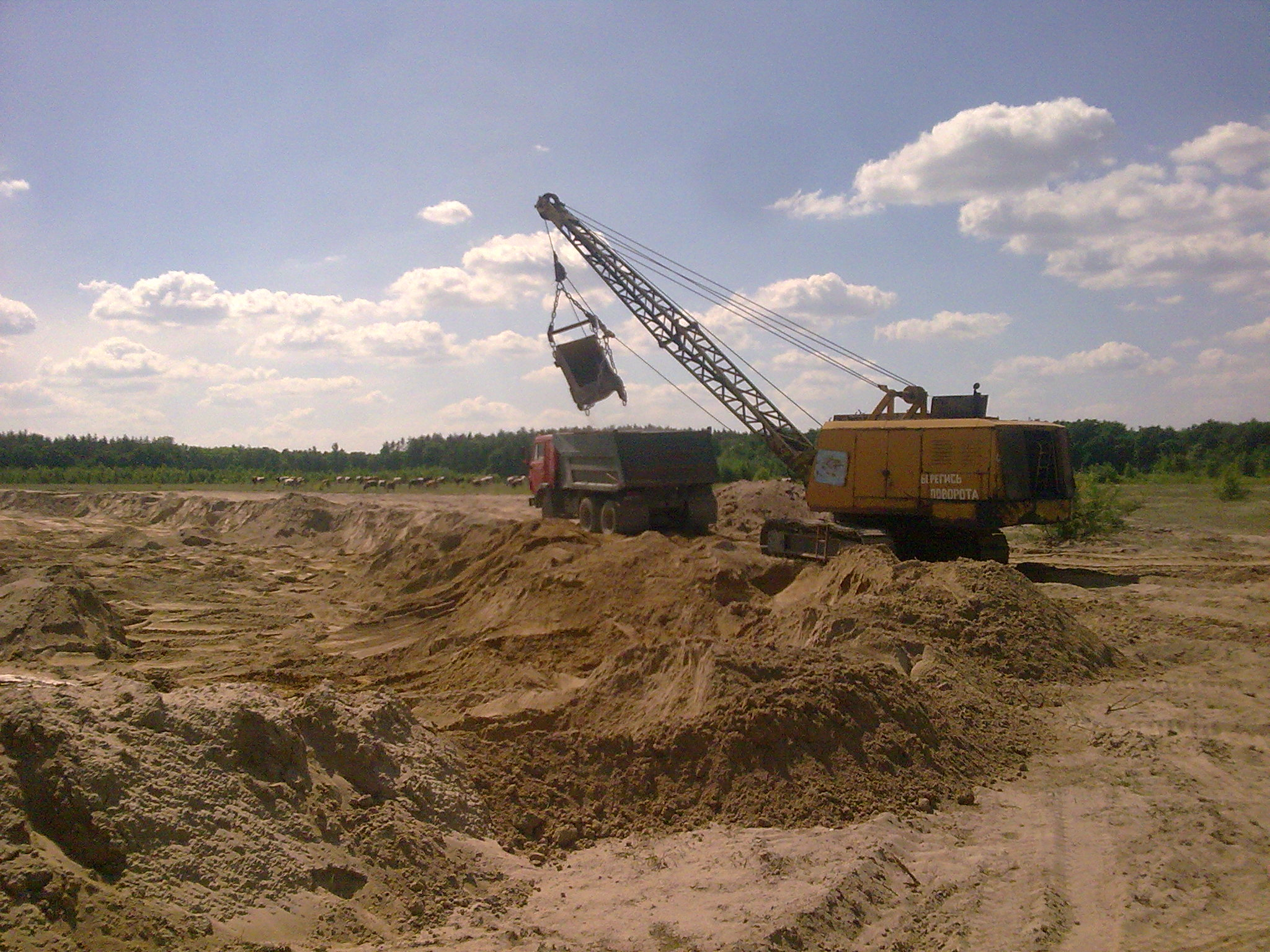